# M/S Waxholm III
M/S Waxholm III är ett av Strömma Kanalbolagets passagerarfartyg. Det är en skärgårdsbåt byggd 1903 och som trafikerar Stockholms skärgård.
Hon byggdes på Bergsunds Varv, på Södermalm i Stockholm. Den tidigare varvs- och verkstadsindustrin Bergsunds Mekaniska Verkstads AB var belägen intill Liljeholmsviken vid Bergsund, Hornstull på västra Södermalm.
Waxholm III har flera salonger, en restaurang, ett stort fördäck och öppna gångbord med trädäck. Hemmahamn är i Stockholm vid Blasieholmskajen vid Nybroviken, kajplats 9. 

## S/SSkärgården
M/S Waxholm III byggdes ursprungligen 1903 för att trafikera Norrköpings skärgård, Östgötaskärgården, och hon hette då S/S Skärgården efter sin beställare, Ångbåts AB Skärgården, i Norrköping. Hon drevs i trafik på traden Norrköping-Arkösund-Valdemarsvik. Hon levererades den 20 maj 1903 till Ångbåts AB Skärgården, Norrköping och insattes i trafik  i maj samma år.

## Ombyggnad 1909
Hon köptes av Waxholmsbolaget redan 1908. Waxholmbolaget behövde förstärkning till sin lönsamma rutt i Stockholms norra skärgård. Den 14 mars 1908 som hon såldes hon till Waxholms Nya Ångfartygs AB i Vaxholm och omdöptes till Vaxholm III. Hon insattes 1908 mellan Stockholm-Blidösundet. Hon ombyggdes 1909 vid Södra Varvet i Stockholm, omdöptes till Waxholm III och sattes in på Blidösundstraden. Då hon sattes in på linjen till Blidösund-Marum-Backa-Noor fick hon också namnet Waxholm III. Från 1910 gjorde hon vissa turer mellan Stockholm-Arholma i Stockholms norra skärgård. Från 1913 förlängdes vissa turer ända upp till Grisslehamn, via Väddö kanal, som skiljer Väddö från fastlandet i Stockholms norra skärgård, och till Öregrund. Hon var inblandad i den infekterade striden om trafiken förförallt till Blidö, det så kallade Blidösundskriget.

## Blidösundskriget
Ett av skärgårdens absolut hårdaste trafikkrig bröt ut och med en intensitet och vulgaritet som inte glömdes bort i brådrasket.
År 1908 skickade ledande Blidöbor ut en inbjudan till aktieteckning i ett nytt rederi och 1910 hade man fått tillräckligt många inteckningar för att starta ett bolag och beställa ett nytt fartyg från Eriksbergs Mekaniska Verkstad i Göteborg. Bolaget var Blidösundsbolaget och fartyget fick namnet S/S Blidösund och sattes in på rutten Stockholm–Norrtälje 1911.
För att stötta "sitt" bolag krävde (med länsstyrelsens tillstånd) många av de byalag som ägde bryggor att de rederier som ville lägga till skulle ha tillstånd. De bryggor som trots allt uppläts åt Waxholmsbolaget utsattes för skadegörelse. Vid Glyxnäs och Almviks brygga restes höga gjutjärnsstaket längst ut på bryggorna och de öppnades bara för Blidösund. När Waxholm III försökte lägga till vid sidan av bryggorna möttes hon av såpade berghällar och stenar i vattnet. År 1912 upphävde regeringen länsstyrelsens beslut och det var nu fritt för alla bolag att anlöpa allmänna bryggor. Blidöborna tog då till andra knep. Bland annat så fick sommargäster som rest med "fel" båt inte hyra sommarstugor eller handla på kredit i handelsboden. Blidösund var det enda av ångbåtskrigen som slutade oavgjort. Både Blidösund och Waxholm III fortsatte att trafikera Blidö fram till 1950-talet då Waxholmsbolaget satte in snabbgående dieseldrivna fartyg.

## Åren 1940-1961
1940 inkallades fartyget till Marinförvaltningen för militärtransporter och förlades vid Vaxholms fästning. Den 17 juni 1945 återlämnades fartyget till Waxholmsbolaget och insattes som extrabåt på Husaröleden och till Möja. Husaröleden är gammal farled i Stockholms skärgård som sträcker sig från Kanholmsfjärden norrut mot trakten av Furusund. Den märktes ut för båtarna från Waxholmsbolaget som sedan början av 1900-talet trafikerar öarna norr om Möja. 1945 inkallades fartyget åter av militären för några resor till Utö. 1946 insattes fartyget i trafik mellan Stockholm-Blidösundet och 1949 mellan Stockholm-Öregrund. Under åren 1951-1961 används fartyget mest till extrabåt och rundtursbåt och därefter blev Waxholm III upplagd vid Furusunds Slip- och Varfs AB vid Högmarsö, längs Furusundsleden innanför Yxlan, år 1961. Samma år fördes det diskussioner mellan Sjöhistoriska museet och Waxholmsbolaget om att bevara fartyget, samt lägga upp det i Djurgårdsbrunnsviken, en vik av Saltsjön mellan Östermalm och Djurgården i Stockholm, men de planerna genomfördes inte.

## Ombyggd till café, restaurang och ölpub
Waxholm III låg många år i staden Vaxholm som restaurang. Då ångmaskineriet hade tappat mycket av sin kraft lades fartyget upp 1961. Hon låg livlös i tre år tills hon köptes av privatpersoner i Vaxholm och som lät bygga om henne till flytande café. Den 12 september 1964 såldes Waxholm III till Sjögrillen Vaxholm III i Vaxholm. Maskineriet skrotades och ångpannan togs ur, huvuddäcket sänktes och stora fönster monterades in. Maskineriet användes som ankare i Vaxholm, där hon lades upp för att bli café, restaurang och ölpub. Hon fick namnet Matvraket. Under många år förföll båten då den permanent låg låst vid kajen med stora kättingar i denna sorgliga roll. Hon betraktades då inte längre som ett fartyg utan som en byggnad. Eftersom båten inte betraktades som fartyg gjordes inga skeppsklassningar eller besiktningar av sjöfartsmyndigheter. Strömma Kanalbolaget uttrycker sig på följande sätt: "Det stolta skeppet var i händerna på landkrabbor som inte rätt förstod att ta tillvara ett fartyg av denna klass." När Strömma Kanalbolaget slutligen kom till undsättning vid en exekutiv auktion 1990 var hon i ett bedrövligt skick.
Under åren 1964-1983 bytte fartyget ägare ett antal gånger och den 1 januari 1983 var den registrerade ägaren Rederi AB Karl XII. Åren 1983-1989 bytte fartyget ägare ytterligare ett antal gånger och fartyget förföll allt mer. 1989 bogserades fartyget in till Finnboda Varv vid Stockholms inlopp i nuvarande Nacka kommun för att byta några bottenplåtar och i november 1989 lade några personer i Södertälje handpenning på fartyget, meningen var att de skulle ta det till Södertälje för att bli restaurangfartyg där, men den planen genomfördes inte. Därefter såldes hon 1991 på auktion till Ångfartygs AB Strömma Kanal, Stockholm.

## Renovering
Hon köptes av Ångfartygs AB Strömma Kanal år 1991. Fartyget bogserades 15 maj 1991 från Vaxholm till Mälarvarvet, ett varv på Långholmens sydöstra sida i Stockholm och 29 december 1992 bogserades fartyget från Stockholm till Rönnäng, Tjörn för renovering, dit hon ankom 1 januari 1993. M/S Waxholm III genomgick åren 1992-1994 en omfattande renovering på Tjörnvarvet, Rönnängs varv på Tjörn, en ö i Bohuslän. Rönnängs varv är ett träfartygsvarv i Rönnäng i Tjörns kommun norr om Göteborg. 15 april 1994 avgick Waxholm III från Rönnängs varv mot Göteborg, där hon visades upp. Därefter ankom hon till Kalmar den 19 april, Västervik den 20 april, Norrköping den 21 april, Nyköping den 22 april och den 25 april ankom hon till Dalarö, där inbjudna gäster steg ombord för en resa in till Stockholm.
Hon kunde då återvända till Stockholms skärgård och i maj 1994 sattes hon åter i trafik på Strömma Kanalbolagets Tusen Öars kryssning i Stockholms skärgård. Då hade Strömma tagit fram konceptet med en heldagstur som sträcker sig över hela skärgårdens olika biotyper och även gör rejäla stopp på vackra öar med svensk kulturhistoria av yppersta sort. Redan från början var Tusen Öars kryssning en succé och den fortsätter också att vara det. Den 16 juli 2005 fick man problem med backslaget när man skulle lägga till i Sandhamn och istället för att köra in i ångbåtsbryggan, valde man att sätta fartyget bland de mindre bryggorna bredvid och hon togs ur trafik för inspektion, men den 21 juli 2005 var hon åter i trafik igen. Sedan 1994 har Waxholm III varit tillbaka i Stockholm, återuppbyggd i sekelskiftesstil. Mycket ombord är nytt, men delar av salongerna och matsalen på övre däck är original från 1903.

## Återskapad interiör
M/S Waxholm III är det sista av de gamla skärgårdsfartygen med namnet Waxholm. Hon är idag varsamt renoverad och interiören är återskapad för att ge en känsla av att komma in på en krog i början på 1900-talet. Fartyget har en herrsalong och en damsalong där man vid renoveringen använde tapeter från början av 1900-talet. Det stora soldäcket är perfekt för välkomstdrinken och i den vackert ombonade matsalen på huvuddäcket finns plats för drygt hundra personer. Sedan ett antal år tillbaka kan man med M/S Waxholm III åka på en heldagstur, Tusen öars kryssning, i Stockholms skärgård. Under kryssningen kan man stiga iland på Kymmendö, Bullerö och Sandhamn.

## Bilder

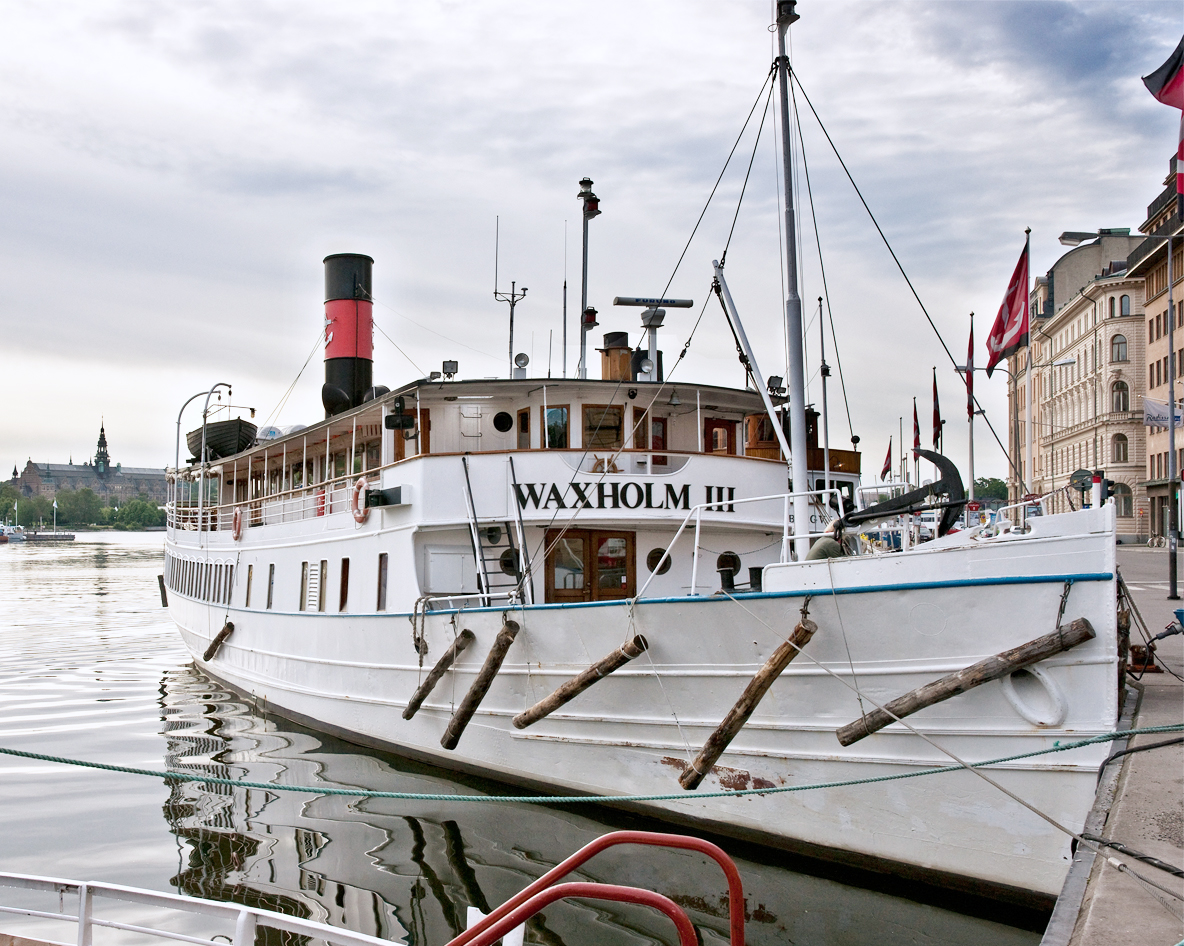
M/S Waxholm III vid kajplats 9 vid Blasieholmskajen vid Nybroviken.
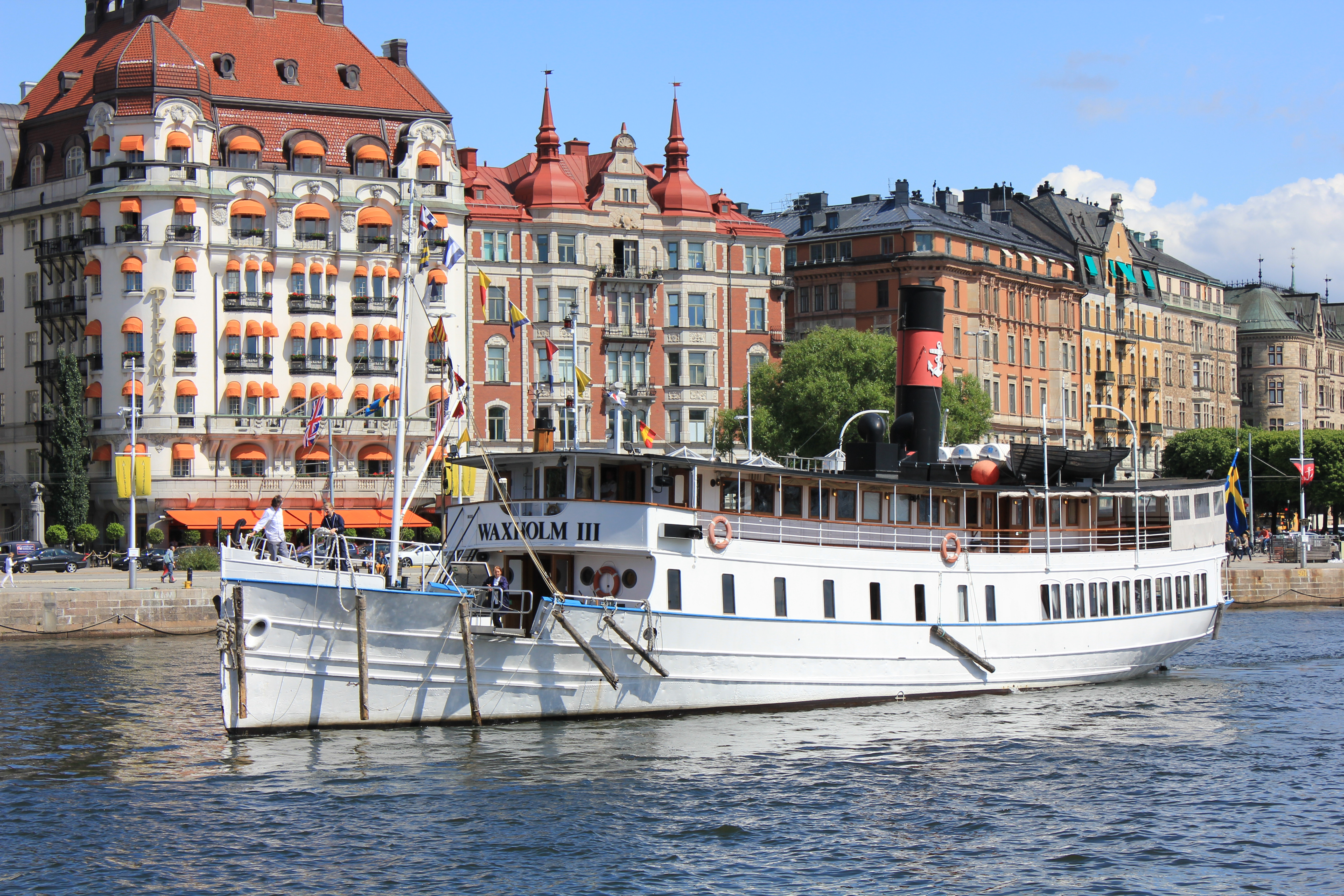
M/S Waxholm III med Strandvägen i Stockholm i bakgrunden.
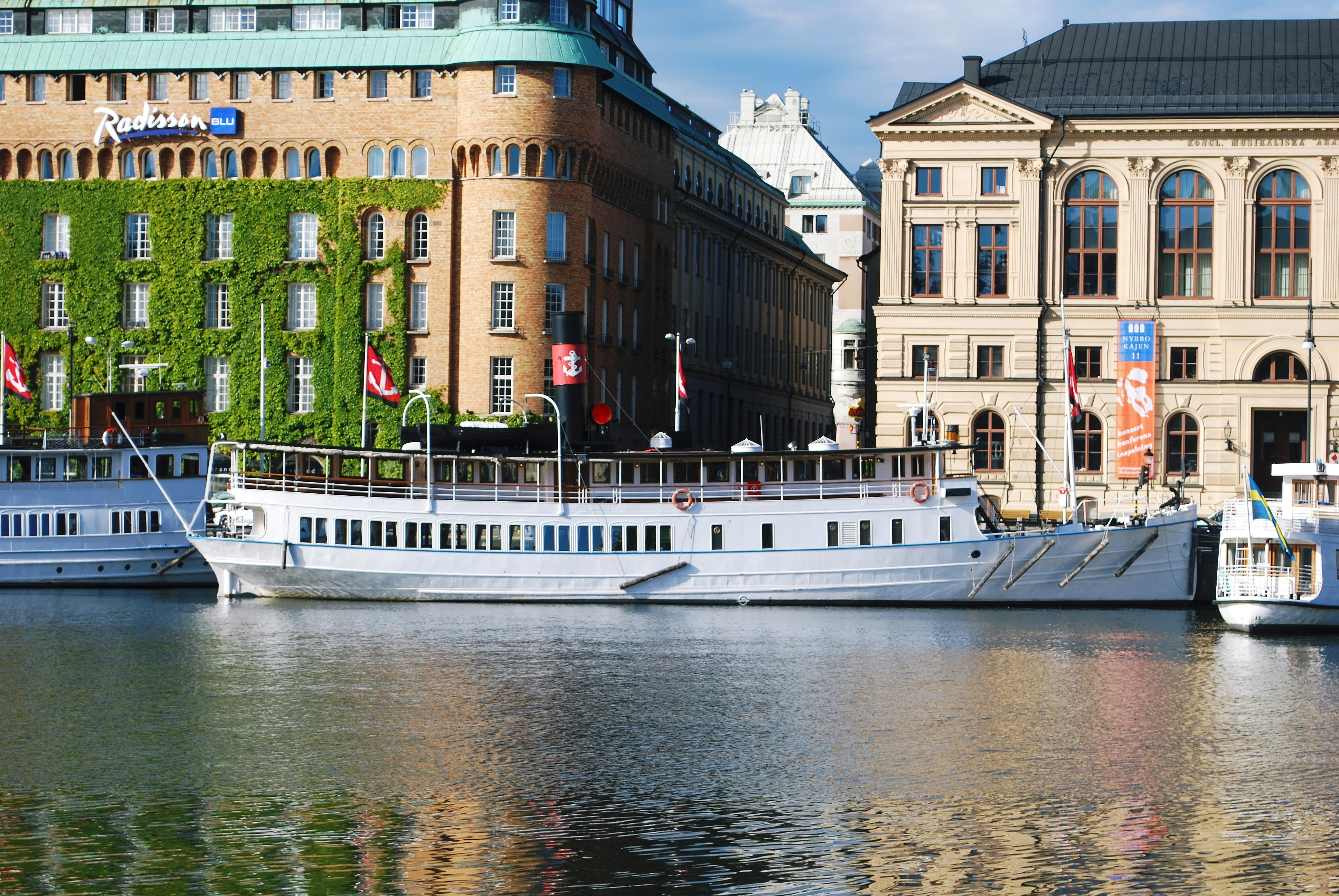
M/S Waxholm III vid Nybrokajen. I bakgrunden Radisson hotell till vänster och Kungl. Musikaliska Akademiens hus till höger.
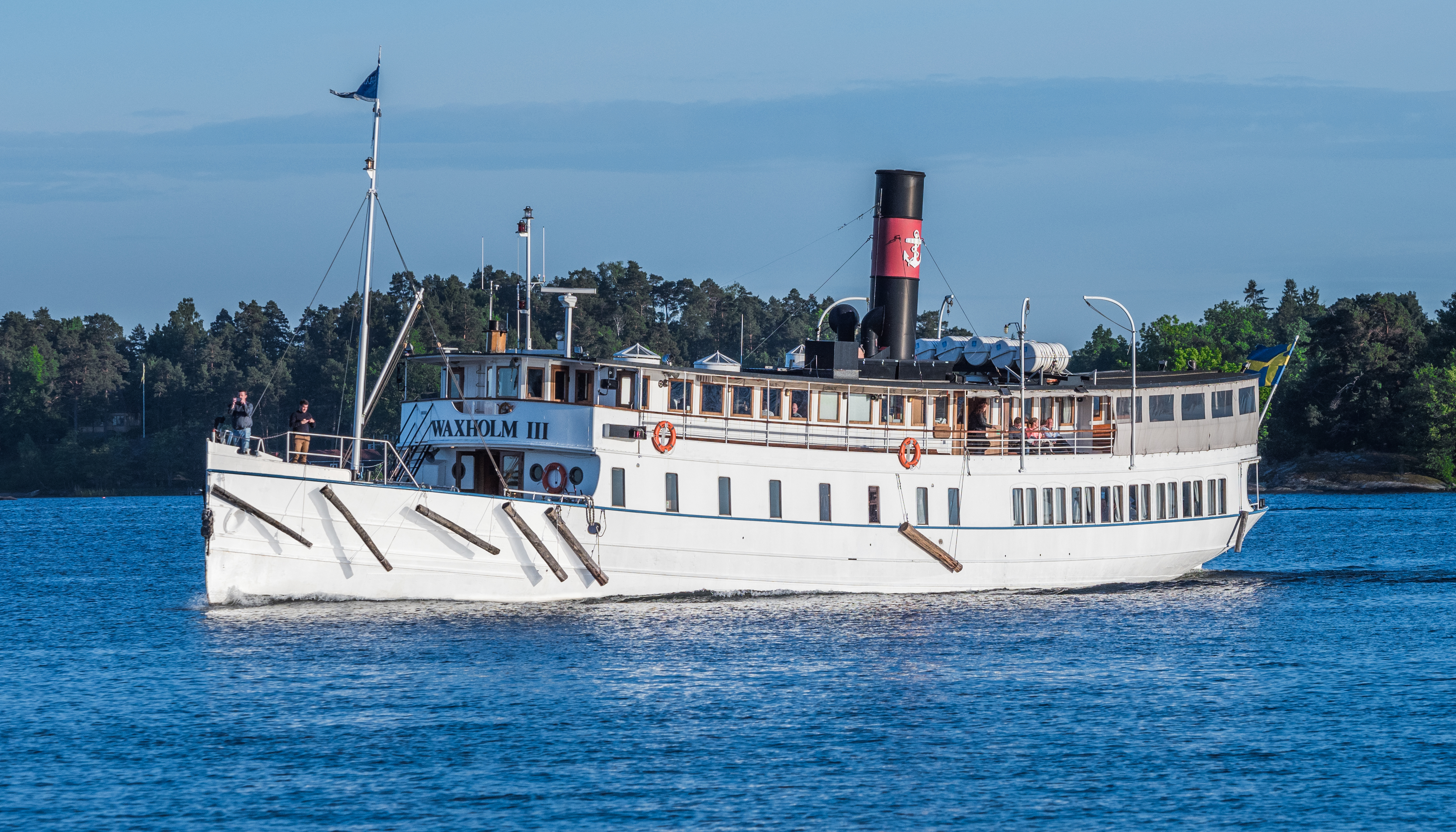
Waxholm III angör Vaxholm.
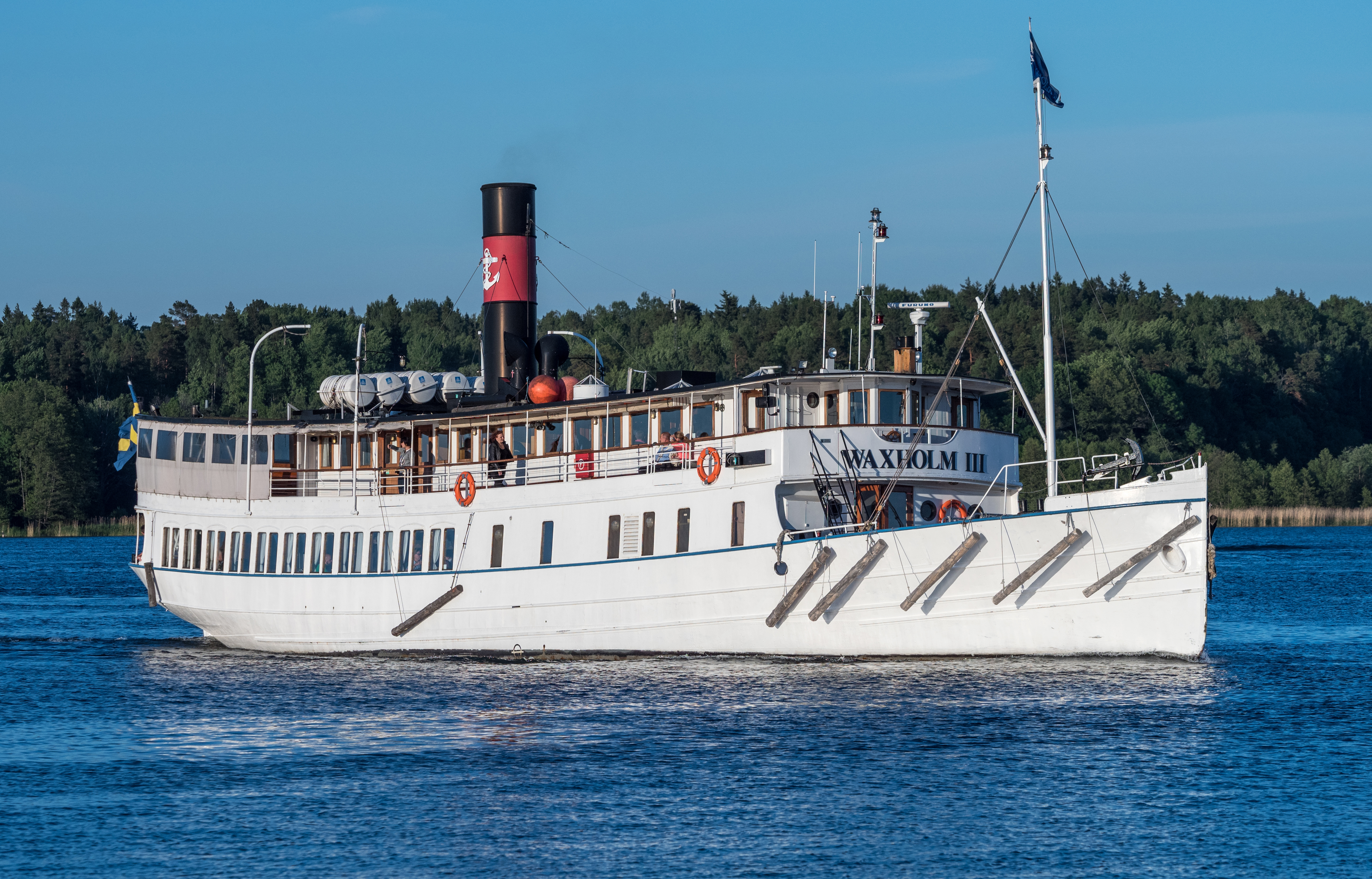
Waxholm III lämnar Vaxholm.